# مرسدس-بنز اف۲۰۰
مرسدس-بنز اف۲۰۰ "ایمجیشن" (به انگلیسی: "Mercedes-Benz F 200 "Imagination) یک کوپه مطالعه مفهومی توسط دایملر-بنز در آن زمان بود که در نمایشگاه خودروی پاریس ۱۹۹۶ رونمایی شد. هدف نشان دادن نوآوری در کنترل، طراحی و راحتی در خودروهای سواری بود. طراحی بیرونی خودرو تا حدی بر اساس کلاس اس در آن زمان آینده بود. این کوپه ۲ در نیز پیش نمایش کوپه کلاس سی‌ال را داشت که در سال ۱۹۹۹ عرضه شد.

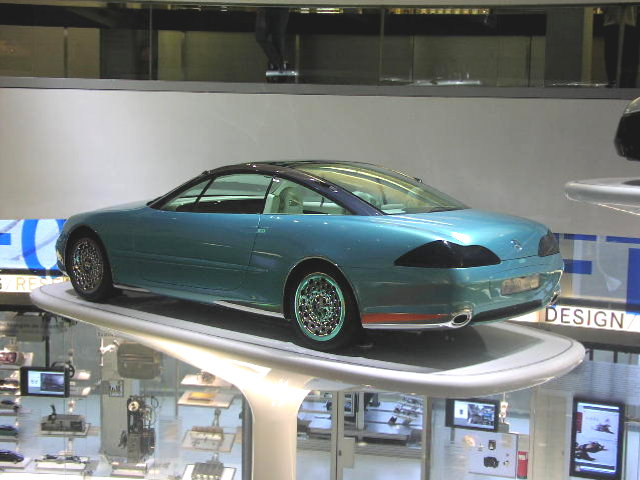
نمای عقب، بسیار شبیه به کلاس-سی‌ال سی۲۱۵ است.

## نوآوری‌ها
یکی از نوآوری‌های منحصر به فرد، اجرای «سکان‌‌‌ جانبی» بود. سکان جانبی‌ها یک محرک با طراحی اهرمک (به‌جای فرمان معمولی و پدال‌های گاز/ترمز) بودند که می‌توانستند بین راننده و سرنشین جابه‌جا شوند. نوآوری‌های دیگر عبارتند از:
- درهای پروانه‌ای (برای استفاده در مرسدس بنز اس‌ال‌آر مک‌لارن ۲۰۰۳)
- شیشه سقف پانوراما شفاف (برای استفاده در مایباخ ۶۲ ۲۰۰۲)
- دوربین‌های فیلمبرداری در محل آینه‌های دید عقب.
- کیسه هوای پنجره‌ای (راه‌اندازی سری در مرسدس-بنز کلاس-اس (دبلیو۲۲۰)).
- سیستم کنترل هندلینگ پویا آینده نگر
- یک ویژگی بسیار مهم سامانه تعلیق فعال کنترل فعال بدن بود که در سال ۱۹۹۹ در یک کوپه دیگر به نام کلاس-سی‌ال وارد تولید سری شد.
- سامانه چراغ جلو با توزیع نور متغیر. راه‌اندازی تولید به‌عنوان چراغ‌های جلو بای زنون با عملکرد نور فعال در سال ۲۰۰۳ در مرسدس-بنز کلاس-ئی (دبلیو۲۱۱)
- بازشناسی گفتار برای تلفن همراه. راه‌اندازی تولید با نام LINGUATRONIC (رابط کاربری صوتی) در مرسدس-بنز دبلیو۱۴۰ در سال ۱۹۹۶.

## شهرت افسانه شهری
در اوایل دهه ۲۰۰۰، اف ۲۰۰ با ارسال انبوه تصاویر آن با موضوع "بنز جدید - بسیار متفاوت... واقعا متفاوت!" محبوبیت پیدا کرد. بسیاری از ایمیل‌ها به اشتباه ادعا می‌کردند که خودرو «اس‌سی‌ال۶۰۰» جدید است. هدف ایمیل این بود که از طراحی‌های رادیکال ماشین و سیستم کنترل Sidesticks آن طعنه بزند.